# شلای استیفنسن
شلای استیفنسن (به انگلیسی: Shelagh Stephenson) بانوی نمایشنامه‌نویسانگلیسی است.

## زندگینامه
شلای استیفنسن در نورتامبرلند به دنیا آمد و در دانشگاه منچستر در رشته ادبیات نمایشی تحصیل کرد.

## نمایشنامه ها
- خاطره آب (۱۹۹۵)
- تجربه ای با یک پمپ هوا (۱۹۹۸)
- نورهای باستانی
- ۵ نوع سکوت (اجرای رادیویی ۱۹۹۶، اجرای صحنه ای ۲۰۰۰)
- راه دراز (۲۰۰۸)